# Ferryland
Ferryland è un piccolo villaggio, sulla costa della regione Newfoundland, in  Canada, situato nella provincia di Terranova e Labrador, nella divisione No. 1.